# バッカス杯天元戦
バッカス杯天元戦（ばっかすはいてんげんせん、바카스배 천원전）は、韓国の囲碁の棋戦。1996年に開始、2015年19期まで実施された。前身は1983-94年に行われたバッカス杯戦。2015年からは韓国と中国の若手棋士による対抗戦バッカス杯韓・中囲碁未来天元戦に移行した。2023年には2023楊口郡国土正中央杯ミレニアム天元戦が開催された。
- 主催 スポーツ朝鮮
- 後援 東亜製薬
- 優勝賞金 (-14期)2000万ウォン、(15-19期)2500万ウォン

1997年から2015年には、中国の中国囲棋天元戦と優勝者同士による中韓天元対抗戦が行われた。

## 方式
- トーナメント戦、決勝は五番勝負。
- 出場者は、前期ベスト4と、予選勝抜き者の計16名。
- 持ち時間は、11期までは予選各3時間、本戦各4時間。12期以降は各1時間、使い切ると40秒の秒読み3回。コミは6目半。

## 歴代優勝者と決勝戦
（左が優勝者）
1. 1996年 李昌鎬 3-2 曺薫鉉
2. 1997年 李昌鎬 3-0 曺薫鉉
3. 1998年 李昌鎬 3-1 崔明勲
4. 1999年 李昌鎬 3-0 徐奉洙
5. 2000年 李世乭 3-0 柳才馨
6. 2001年 朴永訓 3-1 尹盛鉉
7. 2002年 宋泰坤 3-2 曺薫鉉
8. 2003年 崔哲瀚 3-1 元晟溱
9. 2004年 崔哲瀚 3-0 安達勲
10. 2005年 高根台 3-1 朴正根
11. 2006年 趙漢乗 3-1 李世乭
12. 2007年 元晟溱 3-1 姜東潤
13. 2008年 姜東潤 3-2 李世乭[1]
14. 2009年 朴廷桓 3-0 金志錫
15. 2010年 崔哲瀚 3-0 李泰賢[2]
16. 2011年 崔哲瀚 3-0 尹畯相[3]
17. 2012年 朴永訓 2-1 崔哲瀚[4]
18. 2013年 朴廷桓 2-0 崔哲瀚[5]
19. 2014年 羅玄 2-0 申旻埈

## バッカス杯戦
1983年から1994年まで12回行われた。決勝は五番勝負。
- 主催 東亜製薬

### 歴代優勝者と決勝戦
（左が優勝者）
1. 1983年 曺薫鉉 3-0 徐奉洙
2. 1984年 河燦錫 3-1 曺薫鉉
3. 1985年 曺薫鉉 3-0 河燦錫
4. 1986年 姜勲 3-1 金寅
5. 1987年 曺薫鉉 3-0 文容直
6. 1988年 曺薫鉉 3-1 張秀英
7. 1989年 曺薫鉉 3-0 劉昌赫
8. 1990年 李昌鎬 3-0 劉昌赫
9. 1991年 李昌鎬 3-1 徐奉洙
10. 1992年 李昌鎬 3-0 尹炫晳
11. 1993年 劉昌赫 3-1 崔珪丙
12. 1994年 曺薫鉉 3-0 徐奉洙

## 楊口郡国土正中央杯ミレニアム天元戦
2023年2月に、2023楊口郡国土正中央杯ミレニアム天元戦（2023 양구군 국토정중앙배 밀레니엄 천원전）が開催された。楊口郡、楊口郡スポーツ財団の後援で、2000年以降生まれの棋士で予選を勝ち抜いた16名により、江原道楊口郡にて本戦トーナメントが行われた。決勝戦は三番勝負、持時間は各20分で累積追加時間20秒。優勝賞金は1000万ウォン。
- 決勝戦 韓友賑 2-0 朴炫洙

（決勝戦の2局は先番初手を天元に打って行われた）

## 注
1. ↑  2008年‐2009年開催
2. ↑  2010年‐2011年
3. ↑  2011年‐2012年
4. ↑  2012年‐2013年
5. ↑  2013年‐2014年
6. ↑  韓国棋院「국토정중앙배 초대 챔피언 한우진, 우승 트로피 들어올려」2023.3.28